# Olivier Kaisen
Olivier Kaisen (Namur, 30 de abril de 1983) es un ciclista belga. Debutó como profesional en el año 2003 y se retiró al principio de la temporada 2014.
En 2014 solo disputó el Tour Down Under donde se retiró de la prueba tras no encontrarse bien. Tras los exámenes médicos se detectaron ciertas irregularidades en su ritmo cardíaco por lo que los médicos le aconsejaron la retirada del ciclismo. De esta manera, tras solo un mes en competición con su equipo, se confirmaba su retirada del ciclismo. Olivier se retiró a los 30 años y tras diez temporadas como profesional. 
Actualmente es director deportivo del conjunto Bingoal-WB.

## Palmarés
2007
- Grand Prix Gerrie Knetemann

2009
- 1 etapa del Tour de Turquía

## Resultados en Grandes Vueltas y Campeonatos del Mundo
| Carrera         | Carrera         | 2005 | 2006  | 2007 | 2008 | 2009  | 2010  | 2011  | 2012  | 2013 |
| --------------- | --------------- | ---- | ----- | ---- | ---- | ----- | ----- | ----- | ----- | ---- |
|                 | Giro de Italia  | —    | —     | —    | —    | 159.º | 122.º | 141.º | 142.º | —    |
|                 | Tour de Francia | —    | —     | —    | —    | —     | —     | —     | —     | —    |
|                 | Vuelta a España | —    | 110.º | —    | 92.º | 86.º  | 125.º | 62.º  | Ab.   | —    |
| Mundial en Ruta | Mundial en Ruta | —    | —     | —    | —    | —     | —     | 109.º | —     | —    |

—: no participa

Ab.: abandono

## Equipos
- Quick·Step-Davitamon-Latexco (2003)
- RAGT Semences (2005)
- Lotto (2006-2014)[2]
  - Davitamon Lotto (2006)
  - Predictor-Lotto (2007)
  - Silence-Lotto (2008-2009)
  - Omega Pharma-Lotto (2010-2011)
  - Lotto Belisol Team (2012)
  - Lotto Belisol (2013-2014)